# Reglas de Goodenough-Kanamori
Las reglas de Goodenough-Kanamori, formuladas por John B. Goodenough y demostradas de forma más rigurosa por J. Kanamori, predicen el signo del canje magnético —ferromagnético o antiferromagnético— dependiendo de la población electrónica de los orbitales entre los que se produce el solapamiento: si están vacíos, semillenos (ocupados por un electrón) o llenos (ocupados por dos electrones). 
La regla de Hund asegura que los espines dentro de un átomo se alinean para resultar en el estado de máxima multiplicidad. Esto, unido al hecho de que un electrón no modifica su espín al transferirse entre dos orbitales -de forma real o virtual- es la base de las reglas de Goodenough-Kanamori, que se pueden resumir así: 
- si el solapamiento entre orbitales se produce entre un orbital semilleno y uno vacío, o entre un orbital lleno y uno semilleno, esto resultará en un canje ferromagnético; en el primer caso tanto en el átomo origen como en el átomo destino los espines estarán alineados en orientación paralela al electrón que se ha transferido, en el segundo, estarán alineados en orientación antiparalela al electrón transferido;
- si el solapamiento entre orbitales se produce entre dos orbitales semillenos, por el contrario, el canje será antiferromagnético, puesto que el electrón transferido habrá necesariamente de tener el espín opuesto al que ya reside en el orbital destino, por lo que los dos átomos habrán de tener sus espines alineados en sentidos opuestos.